# 克里斯·希頓-哈里斯
克里斯·希頓-哈里斯（英語：Chris Heaton-Harris，1967年11月28日—）是一位英格蘭政治人物，他的黨籍是保守黨。自2010年開始，他擔任達文特里選區選出的英國下議院議員。在此之前他曾經擔任東米德蘭茲選區選出的歐洲議會議員。